# ブルザスコ
ブルザスコ（伊: Brusasco）は、イタリア共和国ピエモンテ州トリノ県にある、人口約1,500人の基礎自治体（コムーネ）。

## 地理

### 位置・広がり

#### 隣接コムーネ
隣接するコムーネは以下の通り。括弧内のVCはヴェルチェッリ県、ATはアスティ県所属を示す。
- ブロゾーロ
- カヴァニョーロ
- クレシェンティーノ (VC)
- モンテーウ・ダ・ポー
- モランセンゴ＝トネンゴ (モランセンゴ、AT)
- ヴェロレンゴ
- ヴェッルーア・サヴォーイア

## 行政

### 分離集落
ブルザスコには、以下の分離集落（フラツィオーネ）がある。
- Cadacorte, Casa Coppa, Case Sparse, Garibaldi, Ghiaro, Marcorengo, Mogol, San Bernardo, Valle, Villaggio Maddalena